# Olaf Beyer

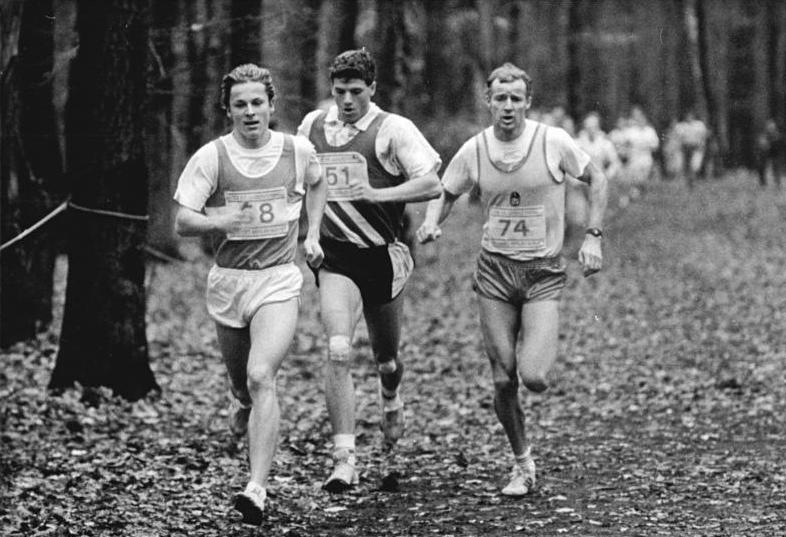
Olaf Beyer (r.) bei einem Crosslauf (1988)

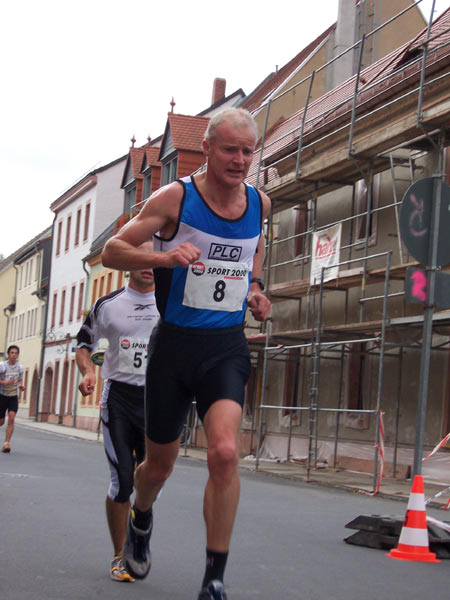
Olaf Beyer beim Grimmaer Citylauf 2004

Olaf Beyer (* 4. August 1957 in Grimma) ist ein ehemaliger deutscher Mittelstreckenläufer, der – für die DDR startend – Ende der 1970er und Anfang der 1980er Jahre zur Weltspitze gehörte. Sein bedeutendster Erfolg ist der Titelgewinn im 800-Meter-Lauf bei den Europameisterschaften 1978 in Prag: Er besiegte die favorisierten Briten Steve Ovett und Sebastian Coe und wurde mit seiner Zeit von 1:43,84 min fünftschnellster Läufer über diese Distanz.

## Lebensstationen
Olaf Beyer wurde durch seinen Vater Gunther an den Laufsport herangeführt und trainierte während seiner Kindheit und Jugend erst bei der BSG Einheit Grimma und dann bei Dynamo Grimma. Olaf Beyer verwendete von Anfang an die Trainingsmethode von Arthur Lydiard, die von seinem Vater favorisiert wurde. Im 800-Meter-Lauf erreichte er als B-Jugendlicher 1:53 min und als A-Jugendlicher 1:48 min. Des Weiteren lief Olaf Beyer bereits mit 16 Jahren die 5000 Meter in 16:01 min und die 20 km in 1:10 h.
1976 legte Olaf Beyer an der Erweiterten Oberschule Ernst Schneller (heute wieder: Gymnasium St. Augustin) in Grimma das Abitur ab. Nach dem Abitur wechselte Olaf aufgrund des in der DDR vorherrschenden Sportsystem zum ASK Vorwärts Potsdam und trainierte fortan unter der Leitung von Bernd Dießner. Er studierte an der Pädagogischen Hochschule Potsdam Mathematik und Physik.
Bei den Europameisterschaften 1978 in Prag gewann Olaf Beyer den Titel in 1:43,84 min.
Bei den Olympischen Spielen 1980 in Moskau gewann er den 800-Meter-Vorlauf und schied im Halbfinale aus, nachdem er sich ein Jahr zuvor beim Fußballspielen verletzt hatte und zweimal am Sprunggelenk operiert werden musste.
1981 konnte Olaf Beyer beim Leichtathletik-Weltcup in Rom mit 3:35,58 min seine beste Zeit im 1500-Meter-Lauf erzielen. 1982 belegte er bei den Europameisterschaften in Athen den siebten Platz über 800 Meter. 1985 beendete er seine leistungssportliche Karriere.
Beyer trainiert den Achten der Deutschen Meisterschaften 2005 über 800 Meter Sascha Stephan, sowie dessen Sohn Stefan, einen begabten 400-Meter-Läufer mit einer Bestzeit von 47,02 s. Außerdem ist er als Lehrwart im Präsidium des Leichtathletikverbandes Brandenburg tätig.
2004 wurde er in Berlin Norddeutscher Seniorenmeister in der Klasse M45 im 800-Meter-Lauf (2:08,15 min) und im 1500-Meter-Lauf (4:19,40 min).
Olaf Beyer ist 1,86 m groß und wog in seiner aktiven Zeit 69 kg (heute 75 kg). 
Von Beruf ist er Lehrer für Mathematik, Physik und Informatik und hat bis zum wohlverdienten Ruhestand an der Voltaireschule in Potsdam gearbeitet. 
Außerdem betreut er als Trainer das Team 2008, mit dem er 2005 die Berliner Marathon-Staffel gewann.

## Ergebnisse bei internationalen Meisterschaften
- Halleneuropameisterschaften 1977: 800 m – Vorlauf 2. in 1:49,7 min, Zwischenlauf 3. in 1:49,6 min
- Halleneuropameisterschaften 1978: 800 m – Vorlauf 1. in 1:51,0 min, Endlauf 2. in 1:47,7 min
- Europameisterschaften 1978:
  - 800 m – Vorlauf 1. in 1:47,7 min, Zwischenlauf 2. in 1:46,7 min, Endlauf 1. in 1:43,84 min
  - 1500 m – Vorlauf 3. in 3:40,1 min, Endlauf 9. in 3:39,7 min
- Olympische Spiele 1980: 800 m – Vorlauf 1. in 1:48,88 min, Zwischenlauf 4. in 1:47,56 min
- Europameisterschaften 1982: 800 m – Vorlauf 1. in 1:47,97 min, Zwischenlauf 2. in 1:48,05 min, Endlauf 7. in 1:47,36 min

## Persönliche Bestleistungen
- 400 m: 47,53 s, 25. August 1978, Potsdam
- 800 m: 1:43,84 min, 31. August 1978, Prag
  - Halle: 1:47,68 min, 12. März 1978, Mailand (Bahn mit Überlänge: 1:47,0 min, 27. Januar 1980, Senftenberg)
- 1000 m: 2:17,64 min, 28. August 1982, Potsdam
- 1500 m: 3:35,58 min, 5. September 1981, Rom
  - Halle: 3:39,6 min, 16. Januar 1980, Cottbus (Bahn mit Überlänge)
- 2000 m: 5:02,6 min, 12. Juli 1984, Potsdam
  - Halle: 5:05,7 min, 7. Februar 1981, Potsdam
- 3000 m: 8:02,17 min, 10. Juni 1987, Neubrandenburg